# Susann Schimk
Susann Schimk (* 1971 in Bautzen) ist eine deutsche Filmproduzentin.

## Leben
Schimk ist in einem Ortsteil der sächsischen Kleinstadt Elstra aufgewachsen. Zusammen mit ihrer Zwillingsschwester Doreen war sie in ihrer Jugend als Handballerin aktiv. Nach dem Abitur absolvierte Schimk eine klassische Saxophon-Ausbildung am Konservatorium. Im Anschluss studierte sie Film- und Fernsehproduktion an der Hochschule für Film und Fernsehen „Konrad Wolf“. Während des Studiums leitete sie die Produktion mehrerer Kurzfilme, bei denen unter anderem ihr Kommilitone Sebastian Winkels Regie führte. 2001 schloss Schimk das Studium mit Diplom zum Thema Wirtschaftlichkeit von Abschlussfilmen ab.
Zusammen mit Jörg Trentmann, der ebenfalls an der HFF studiert hat, gründete sie im gleichen Jahr die Berliner Filmproduktionsfirma credo:film GmbH. Der Schwerpunkt des Unternehmens liegt auf der Produktion von Spiel- und Dokumentarfilmen für Fernsehen und Kino. 2005 folgte die Gründung der credo:verleih GbR und 2012 der credo:international.
Die erste gemeinsame Produktion von Schimk und Trentmann war der Dokumentarkurzfilm Innen aussen Mongolei, der 2001 in Koproduktion mit der HFF „Konrad Wolf“ und wiederum mit Winkels als Regisseur entstand. Der erste abendfüllende Spielfilm, den sie produzierten, war das Drama Wir unter der Regie von Martin Gypkens. Weitere erfolgreiche Spielfilmproduktionen des Produzentenduos waren unter anderem Frei nach Plan, Was am Ende zählt, Jagdhunde und Westwind. Der 2011 erschienene Film Westwind trägt autobiografische Züge, da er auf einer wahren Begebenheit im Leben Schimks beruht, deren Zwillingsschwester kurz vor der Wende nach Westdeutschland flüchtete.
2007 wurde sie Mitglied der European Audiovisual Entrepreneurs und zwei Jahre später der Deutschen Filmakademie und der Europäischen Filmakademie.
2016 gründet Susann Schimk die solo:film GmbH als eigene Plattform für filmische Einzelstücke, originäre Fernsehstoffe und online-Formate.
2022 fusioniert die solo:film GmbH mit der credo:film GmbH.

## Filmografie (Auswahl)
- 1997: Du frißt und spuckst die Packung aus (Kurz-Dokumentarfilm)
- 1998: Baden gehen (Kurzfilm)
- 2000: Partie lento – Ein Vinylkonzert mit Werken von J.S. Bach (Kurzfilm)
- 2001: Das Ministerium für Staatssicherheit – Alltag einer Behörde (Dokumentarfilm)
- 2002: Schneeweiss (Kurz-Dokumentarfilm)
- 2003:|Wir (Kinospielfilm)
- 2004: Die Boxerin (Kinospielfilm)
- 2005: Kombat Sechzehn (Kinospielfilm)
- 2006: Valerie (Kinospielfilm)
- 2007: Was am Ende zählt (Kinospielfilm)
- 2007: Jagdhunde (Kinospielfilm)
- 2007: Frei nach Plan (Kinospielfilm)
- 2008: Die Eisbombe (Kinospielfilm)
- 2009: Ms. Senior Sweetheart (Dokumentarfilm)
- 2010: Das Berliner Stadtschloss (TV-Dokumentarfilm)
- 2011: Die Prinzen – Es war nicht alles schlecht (TV-Dokumentarfilm)
- 2011: Westwind (Kinospielfilm)
- 2013: Tadao Ando (TV-Dokumentarfilm)
- 2014: Schönefeld Boulevard (Spielfilm)
- 2014: Schmitke (Kinodokumentarfilm)
- 2015: Aus dem Abseits (Kinospielfilm)
- 2016: Meteorstraße (Spielfilm)[8]
- 2017: Montags in Dresden (Kinodokumentarfilm)
- 2018: Partisan (Kinodokumentarfilm)
- 2019: Talking Money (Kinodokumentarfilm)
- 2020: Brandenburg – Chronik eines Landes (TV-Dokumehrteiler)
- 2021: Berlin – Schicksalsjahre einer Stadt – Die Jahre 1945 bis 1960 (TV-Dokumehrteiler)
- 2022: Bettina (Dokumentarfilm)
- 2022: Berlin – Schicksalsjahre einer Stadt – Die Jahre 2010 bis 2020 (TV-Dokumehrteiler)
- 2023: LasVegas (Kinospielfilm)
- 2024: Frauen in Landschaften (Kinodokumentarfilm)
- 2024: Liebe und Zorn (Kinodokumentarfilm)
- 2025: Disintegration – Ein Album. Eine Band. Eine Generation (TV-Dokumentarfilm)

## Auszeichnungen
- 2007: Internationales Filmfestival Shanghai, Goldener Pokal als „bester Film“ für Frei nach Plan
- 2008: Filmkunstfest Mecklenburg-Vorpommern, Kurzfilmwettbewerb, Hauptpreis der Landeshauptstadt Schwerin für Die Begegnung
- 2009: Deutscher Filmpreis/Bester Kinderfilm für Was am Ende zählt[9]
- 2016: Praxisstipendiatin in der Deutschen Akademie Rom Villa Massimo[10]
- 2022: 72. Internationale Filmfestspiele Berlin, FIPRESCI Preis für Bettina[11]